# Mount Dumais
Mount Dumais är ett berg i Antarktis. Det ligger i Västantarktis. Argentina, Chile och Storbritannien gör anspråk på området. Toppen på Mount Dumais är 1 830 meter över havet, eller 209 meter över den omgivande terrängen. Bredden vid basen är 2,8 km.
Terrängen runt Mount Dumais är platt västerut, men österut är den kuperad. Trakten är obefolkad. Det finns inga samhällen i närheten.